# Вампир Реджинальд
«Вампир Реджинальд» (англ. Reginald the Vampire), также известный как просто «Реджинальд» (англ. Reginald) — американский телесериал в жанре ужасов и комедии с элементами драмы, транслируемый с 2022 года на телеканале Syfy. Роль главного героя, упитанного вампира Реджинальда, играет актёр Джейкоб Баталон. В январе 2023 года сериал был продлён на 2 сезон, премьера которого состоялась 8 мая 2024 года.
В июле 2024 года стало известно, что Syfy закрыл сериал после 2 сезона.

## Сюжет
Действие сериала разворачивается в мире вампиров, обитатели которого представляют из себя стройных, красивых и невероятно тщеславных кровососов. Но среди них всех сильно выделяется один молодой вампир по имени Реджинальд Андрес — его недавнее превращение в кровососа произошло по дикой случайности. Ко всему прочему, полноценным вампиром Реджинальд не стал и получил только часть способностей обычных вампиров. Теперь Реджинальд привыкает к своим новым способностям и пытается адаптироваться к жизни в незнакомом ему жестоком и опасном мире вампиров. Главная проблема заключается в том, что далеко не все вампиры готовы принять Реджинальда в свои ряды, не говоря уже о тех, которые желают его смерти.

## В ролях

### Главные
- Джейкоб Баталон — Реджинальд Андрес, молодой человек, превращённый в вампира ради спасения жизни.
- Мандела Ван Пиблз — Морис Миллер, вампир, по вине которого Реджинальд превратился в вампира.
- Эмили Хейн — Сара Кинни, коллега Реджинальда по работе и объект его симпатии.
- Саванна Бэсли — Анджела, многовековая вампирша, которая пытается уничтожить Реджинальда и Мориса.
- Кристин Парк — Никки, вампирша-киллер, которую наняла Анджела ради убийства Реджинальда и Мориса.
- Арен Бухольц — Тодд, босс Реджинальда, который насмехается над последним из-за лишнего веса.
- Тейли Робердж — Клэр, посетительница кафе, в котором работает Реджинальд, и единственная, кто знает что он — вампир.
- Маргарит Ханна — Эшли, коллега Реджинальда, которая верит в вампиров и пытается доказать их существование.
- Райан Джинн — Майк, вампир, спасённый от смерти Анджелой и шпионящий за Морисом.
- Макс Монтези — Уриэль, ангел, перешедший на сторону Реджинальда и предавший своих соратников.

### Второстепенные
- Джулиан Ричингс — Логан Неутолимый, жестокий и тщеславный вампир, занимающий должность главы Совета вампиров.
- Джорджия Уотерс — Пенелопа, вампирша, работающая на Анджелу и выполняющая все её приказы.
- Шон Лессард — Леброн, вампир, выступающий партнёром Пенелопы и один из слуг Анджелы.
- Дэнни Уоттли — Абрахам, древний вампир, спасённый Реджинальдом из бесконечной временной петли.

## Сезоны
| Сезон | Серии | Серии | Даты показа    | Даты показа     |
| Сезон | Серии | Серии | Первая серия   | Последняя серия |
| ----- | ----- | ----- | -------------- | --------------- |
| 1     | 10    | 10    | 5 октября 2022 | 7 декабря 2022  |
| 2     | 10    | 10    | 8 мая 2024     | 10 июля 2024    |

## Эпизоды

### Сезон 1(2022)
| № общий | № в сезоне | Название                                                                          | Режиссёр        | Автор сценария                   | Дата премьеры   | Зрители в США (млн) |
| --- | ---------- | --------------------------------------------------------------------------------- | --------------- | -------------------------------- | --------------- | ------------------- |
| 1 | 1          | «Мёртвый груз» «Dead Weight»                                                      | Джеремайя Чечик | Харли Пейтон                     | 5 октября 2022  | 0.294               |
| Толстячок по имени Реджинальд — неудачник. Он страдает от неразделённой любви коллеги по работе Сары, постоянно терпит издевательства от босса Тодда, не уверен в себе и выглядит убого. Банда вурдалаков выбирает Реджинальда в качестве жертвы и оставляет истекать кровью. Так бы и закончилась жизнь Реджинальда, но неподалёку оказывается другой вампир, Морис, который протягивает руку помощи. После спасения Реджинальд сам превращается в нежить и должен охотиться. |            |                                                                                   |                 |                                  |                 |                     |
| 2 | 2          | «Голод» «The Hunger»                                                              | Джеремайя Чечик | Харли Пейтон                     | 12 октября 2022 | 0.175               |
| Сара пытается узнать у Реджинальда причину отмены их свидания, в то время как сам Реджинальд всеми силами пытается скрыть свои вампирские клыки от неё. На помощь к Реджинальду приходит Морис, который накладывает на Сару заклятие. Ситуация усугубляется тем, что Реджинальд начинает испытывать жажду крови, побочный эффект от заклятия дурно сказывается на Саре, а Морису угрожает опасность в лице его старой знакомой — вампирши Анджелы.                             |            |                                                                                   |                 |                                  |                 |                     |
| 3 | 3          | «Гипнос» «Hypnos»                                                                 | Дэвид Фрэйзи    | Александра Зоровни               | 19 октября 2022 | 0.166               |
| Реджинальд находит в себе новую способность — он умеет очаровывать окружающих, которые незамедлительно исполняют любой его приказ. Выясняется, что до этого ни один вампир не обладал такой способностью. Тем временем Морис и Анджела заключают договор и решают провести экзамен для Реджинальда, чтобы понять, достоин ли он быть частью вампирского общества или нет. |            |                                                                                   |                 |                                  |                 |                     |
| 4 | 4          | «Всё время в мире» «All the Time in the World»                                    | Дэвид Фрэйзи    | Алехандро Алькоба                | 26 октября 2022 | 0.166               |
| Раскрывается предыстория Мориса: оказывается, Анджела обратила его в вампира в 1972 году. Пытаясь вспомнить своё прошлое, Морис проводит своё собственное расследование. Одна из слуг Анджелы, Пенелопа, делится с ней своими опасениями по поводу Никки — вампирши, которую они наняли ради убийства Мориса и Реджинальда, в то время как сам Реджинальд просит Майка потренировать его.                                                                                      |            |                                                                                   |                 |                                  |                 |                     |
| 5 | 5          | «Влюблённые дураки» «Fools in Love»                                               | Ли Роуз         | Присцилла Уайт                   | 2 ноября 2022   | 0.163               |
| Никки выходит на след Реджинальда и Мориса, в то время как отношения Реджинальда и Сары становятся всё крепче. Пока Никки приближается всё ближе к Реджинальду, Морис находит способ победы над вампирами. Тем временем к Саре приезжает её старший брат. |            |                                                                                   |                 |                                  |                 |                     |
| 6 | 6          | «На полпути к тройничку» «Halfway to a Threeway»                                  | Ли Роуз         | Шивон Сингх                      | 9 ноября 2022   | TBA                 |
| Морису удаётся раскрыть планы Анджелы и Никки, после чего он, с помощью своих вампирских способностей, очаровывает Сару, дабы обезопасить Реджинальда и всех остальных. Теперь никто не находится в безопасности, ведь Никки и Анджела подобрались к Реджинальду и его друзьям гораздо ближе, чем когда-либо. |            |                                                                                   |                 |                                  |                 |                     |
| 7 | 7          | «Последний день нашего знакомства» «The Last Day of Our Acquaintance»             | Шиван Дивайн    | Харли Пейтон, Изабелла Гутьеррес | 16 ноября 2022  | TBA                 |
| В личной жизни Реджинальда происходит настоящий бардак — за один день он успел провести время сразу и с Никки, и с Сарой. Морис крайне недоволен безответственностью Реджинальда и пытается убедить его на время забыть об отношениях и девушках, так как совсем скоро состоится вампирский экзамен Реджинальда. Состояние Тодда с каждым днём становится всё хуже и хуже, в то время как Сара с ужасом узнаёт о существовании вампиров.                                       |            |                                                                                   |                 |                                  |                 |                     |
| 8 | 8          | «Одиссея» «The Odyssey»                                                           | Шиван Дивайн    | Александра Зоровни               | 23 ноября 2022  | 0.126               |
| Реджинальд находится в отчаянии, а потому его последней надеждой на спокойную жизнь становится древний вампир по имени Абрахам — древнейший кровосос, который обладает даром превращать вампиров обратно в людей. Реджинальд решает найти Абрахама во что бы то ни стало. |            |                                                                                   |                 |                                  |                 |                     |
| 9 | 9          | «Никто не умирает за то, что не сдал экзамены» «No One Dies for Failing the SATs» | Джеремайя Чечик | Алехандро Алькоба                | 30 ноября 2022  | 0.158               |
| Вампирский экзамен состоится уже через 24 часа, из-за чего Реджинальд использует свой мозг ради решения различных испытаний и отчаянно пытается найти выход из этой, казалось бы, совершенно безнадёжной и безвыходной ситуации. |            |                                                                                   |                 |                                  |                 |                     |
| 10 | 10         | «Реджинальд Андрес за пределами Тандердома» «Reginald Andres Beyond Thunderdome»  | Джеремайя Чечик | Харли Пейтон                     | 7 декабря 2022  | 0.241               |
| Наконец, приходит время долгожданного вампирского экзамена перед самим Вампирским советом, а потому главный вопрос, сможет ли уцелеть Реджинальд, находится открытым. |            |                                                                                   |                 |                                  |                 |                     |

### Сезон 2(2024)
| № общий | № в сезоне | Название                                                                             | Режиссёр        | Автор сценария     | Дата премьеры | Зрители в США (млн) |
| --- | ---------- | ------------------------------------------------------------------------------------ | --------------- | ------------------ | ------------- | ------------------- |
| 11 | 1          | «Помпаж любви» «The Pompatus of Love»                                                | Джеремайя Чечик | Харли Пейтон       | 8 мая 2024    | 0.163               |
| Реджинальд сталкивается с решением, которое изменит его жизнь, в то время как Морис берёт на себя неожиданную роль. Никки с высокой изобретательностью выходит из очень опасной ситуации. |            |                                                                                      |                 |                    |               |                     |
| 12 | 2          | «30 дней» «30 Days»                                                                  | Дэвид Фрэйзи    | Александра Зоровни | 15 мая 2024   | TBA                 |
| Реджинальд пытается найти способ разрешения конфликта между вампирами и ангелами, между которыми происходит нешуточная война. Тем временем Морис вступает в новую высокую должность и пытается справиться со стрессом.                                                                                        |            |                                                                                      |                 |                    |               |                     |
| 13 | 3          | «Правда о правде» «The Truth About the Truth»                                        | Джеремайя Чечик | Харли Пейтон       | 22 мая 2024   | TBA                 |
| Напряжение между ангелами и вампирами только нарастает, в то время как Сара узнаёт, что её лучший друг всё это время был ангелом, который обязан защищать её. Уриэль пытается найти себе наставника по жизни.                                                                                                 |            |                                                                                      |                 |                    |               |                     |
| 14 | 4          | «Наблюдай за восходом солнца» «Watch the Sunrise»                                    | Шиван Дивайн    | Алехандро Алькоба  | 29 мая 2024   | TBA                 |
| Случается самой страшное событие, из-за которого жизнь Клэр кардинально изменилась и больше никогда не сможет стать такой, какой была прежде. |            |                                                                                      |                 |                    |               |                     |
| 15 | 5          | «Нежить в постели» «Undead Bedfellows»                                               | Дэвид Фрэйзи    | Присцилла Уайт     | 5 июня 2024   | TBA                 |
| Реджинальд находит самый неординарный и неожиданный способ борьбы с ангелами, к которому никто не был готов — собрать отряд из самых могущественных вампиров и с их помощью противостоять армии ангелов. |            |                                                                                      |                 |                    |               |                     |
| 16 | 6          | «Кровь, пот и блеск» «Blood, Sweat, and Glitter»                                     | Шиван Дивайн    | Шивон Сингх        | 12 июня 2024  | TBA                 |
| Тодд пытается убедить Майка превратить его в вампира и рассказывает ему свою печальную историю. Тем временем Реджинальд, Морис и Сара попадают в отель Абрахама, выход из которого найти не так-то просто, как может показаться на первый взгляд.                                                             |            |                                                                                      |                 |                    |               |                     |
| 17 | 7          | «Терминал Вечности» «Terminal Eternity»                                              | Джастин Ву      | Александра Зоровни | 19 июня 2024  | TBA                 |
| Уриэль, который становится всё более неуравновешенным, убивает Майка и на его поиски отправляются Реджинальд и Морис. Тодд сильно переживает из-за смерти друга, в то время как отношения Реджинальда и Сары вновь укрепляются.                                                                               |            |                                                                                      |                 |                    |               |                     |
| 18 | 8          | «Мы можем стать героями (только на один день)» «We Can Be Heroes (Just for One Day)» | Брент Кроуэлл   | Харли Пейтон       | 26 июня 2024  | 0.124               |
| Реджинальд и его друзья попадают в опасную ловушку. Реджинальд начинает серьёзно сомневаться в самом себе — герой ли он на самом деле или нет? |            |                                                                                      |                 |                    |               |                     |
| 19 | 9          | «Финальный отсчёт» «The Final Countdown»                                             | Джеремайя Чечик | Алехандро Алькоба  | 3 июля 2024   | TBA                 |
| Героям удаётся остаться в живых, после чего они начинают обсуждать план победы над войсками ангелов. Тем временем ангелы используют дар ясновидения Клэр, чтобы с её помощью предсказать будущее. Предсказание Клэр повергает всех в глубокий шок.                                                            |            |                                                                                      |                 |                    |               |                     |
| 20 | 10         | «Как в раю» «Just Like Heaven»                                                       | Джеремайя Чечик | Харли Пейтон       | 10 июля 2024  | TBA                 |
| Морис и Реджинальд обсуждают пророчество Клэр, в котором говорится, что Реджинальд должен пожертвовать собой ради спасения всех вампиров. Однако Реджинальд сосредоточен на том, чтобы отомстить за Сару, убив Уриэля. Реджинальд и Сара встречаются в пространстве между мирами и пытаются выбраться оттуда. |            |                                                                                      |                 |                    |               |                     |

## Производство
5 августа 2021 года было объявлено, что телеканал Syfy заказал современную адаптацию серии книг писателя Джонни Б. Траунта «Толстый вампир», состоящую из 10 эпизодов.
15 января 2023 года телеканал Syfy официально продлил сериал на 2 сезон, премьера которого состоялась 8 мая 2024 года.
15 июля 2024 года было официально раскрыто, что Syfy не стал продлевать сериал и закрыл его после 2 сезона.

## Реакция
На сайте-агрегаторе Rotten Tomatoes 1 сезон сериала имеет довольно высокий рейтинг одобрения в 70% на основе 10 рецензий со стороны критиков. Консенсус сайта гласит: «Сериал не особо выделяется на фоне и без того переполненного вампирами жанра, но Джейкоб Баталон наделяет своего незадачливого главного героя достаточным обаянием, чтобы этот энергичный сериал стоил того, чтобы попробовать посмотреть его». 2 сезон также имеет высокий рейтинг одобрения, равный 69% на основе менее чем 50 рецензий со стороны зрителей. 
На сайте Metacritic сериал имеет среднюю оценку в 63 балла из 100 на основе 7 рецензий от критиков, что указывает на «в целом положительные отзывы».